# Objectif Lune (film, 2015)
Pour les articles homonymes, voir Objectif Lune (film, 1967) et Objectif Lune.
Pour plus de détails, voir Fiche technique et Distribution.
Objectif Lune (titre original : Atrapa la bandera) est un long métrage d'animation espagnol réalisé par Enrique Gato et sorti en Espagne en 2015. C'est un film d'aventure animé en images de synthèse.

## Synopsis
Afin de coloniser la Lune et exploiter ses ressources en hélium 3, Richard Carso, un riche texan décide de réécrire l'histoire en effaçant toute trace de l'exploit d'Apollo 11, à commencer par le drapeau des États-Unis planté le 21 juillet 1969 par Neil Armstrong. Heureusement, Mike Goldwing, un garçon de 12 ans, accompagné de ses amis Marty et Amy ainsi que d'un sympathique caméléon et de son grand-père Frank, vont tout faire pour empêcher cela, même si, pour y parvenir, il faut se rendre sur la Lune.

## Fiche technique
- Titre français : Objectif Lune
- Titre original : Atrapa la bandera
- Réalisation : Enrique Gato
- Scénario : Patxi Amezcua, Jordi Gasull, Neil Landau et Javier López Barreira
- Musique originale : Diego Navarro (interprétée par l'orchestre philharmonique de Tenerife)
- Production : Álvaro Augustín, Ghislain Barrois, Jordi Gasull, Nicolás Matji, Ezequiel Nieto, Edmon Roch, César Vargas
- Studios de production : 4 Cats Pictures, Lightbox Entertainment, Rockets La Película, Los Telecinco Cinema, Telefonica Studios
- Studios de distribution : Paramount Pictures
- Pays de production :  Espagne
- Langue : espagnol
- Format : couleur
- Cadrage : 2,35:1
- Budget : 12 500 000 $
- Durée : 95 minutes
- Dates de sortie : 
  - Espagne : 28 août 2015[2]
  - France : 5 février 2016 (Work in progress présenté le 16 juin 2015 au Festival d'Annecy[3])

## Récompenses
- Prix Gaudí du meilleur dessin animé[4].
- Prix Goya du meilleur film d'animation en 2016[5],[6].

## Distribution

### Version originale
- Dani Rovira : Richard Carson
- Michelle Jenner : Amy González
- Camillo García : Frank Goldwing
- Xavier Cassan : Bill Gags
- Oriol Tarrago : Igor
- Carme Calvell : Mike Goldwing
- Javier Balas : Marty Farr
- Toni Mora : Scott Goldwing
- Marta Barbara : Samantha Goldwing

### Version anglaise
- Sam Fink : Richard Carson
- Phillipa Alexander : Amy, Samantha et Tess
- Paul Kelleher : Frank Goldwing
- Andrew Hamblin : Bill Gags
- Lorraine Pilkington : Mike Goldwing
- Rasmus Hardiker : Marty Farr
- Adam James : Scott Goldwing
- Derek Siow : Steve Gigs

### Version française
- Gabriel Bismuth-Bienaimé : Marty
- Henri Bungert : Mike
- Eva Saez : Amy
- Max Renaudin : Ray
- Véronique Picciotto : Samantha
- Patrick Béthune : Frank Goldwing
- Jérémie Covillault : Scott Goldwing
- Valentin Maupin : Mike Goldwing
- Claire Baradat : Tess
- Sébastien Bihi : Armstrong / Joe
- Thierry Kazazian : Lemmon / Ace
- Marc Saez : Carson
- Michel Dodane : Jack
- Bernard Tiphaine : Frank
- Yann Le Madic : Gags
- Benoît Du Pac : Gigs
- Pauline Ziadé : Heather

Source : Version française selon le carton de doublage Netflix.

## Bande originale du film
La bande originale du film est éditée en CD par Quartet Records en 2016.